# Calocheirus asiaticus
Calocheirus asiaticus es una especie de arácnido del orden Pseudoscorpionida de la familia Olpiidae.

## Distribución geográfica
Se encuentra en Kazajistán.